# ニューヨーク・コミコン
ニューヨーク・コミコン(New York Comic Con) は、2006年より毎年、リード・ビジネス・インフォメーション傘下のリードエグジビションによってマンハッタン西地区の ジェイコブ・ジャヴィッツ・コンベンションセンター にて3日間、催されている。これはサンディエゴ・コミコンと異なり、営利目的で行われている。